# Ożarów Pierwszy
Ożarów Pierwszy – wieś w Polsce położona w województwie lubelskim, w powiecie opolskim, w gminie Opole Lubelskie.
Wspólnie z Ożarowem Drugim wieś stanowi sołectwo Ożarów w gminie Opole Lubelskie. Według Narodowego Spisu Powszechnego z roku 2011 wieś liczyła 55 mieszkańców.
W latach 1975–1998 należała do ówczesnego województwa lubelskiego. Jest to typowa ulicówka o rolniczym charakterze. W większości po prawej stronie wsi znajdują się gospodarstwa, a po lewej jest las prowadzący do Wrzelowca.